# UCTE
UCTE (англ. Union for the Co-ordination of Transmission of Electricity) — энергообъединение европейских стран, одно из крупнейших энергообъединений в мире. Основано в 1951 году. До 30 июня 1999 года — UCPTE (фр. Union pour la coordination de la production et du transport de l’électricité).
UCTE включает в себя энергосистемы Франции, Испании, Португалии, Германии, Австрии, Италии, Бельгии, Нидерландов, Западной Дании, Швейцарии, Люксембурга, Словении, Хорватии, Польши, Чехии, Словакии, Венгрии, Украины, Греции, Боснии и Герцеговины, Македонии, Сербии и Черногории, Албании, Болгарии, Румынии. Великобритания и Ирландия связаны между собой и с UCTE подводными кабельными линиями постоянного тока. До включения в состав UCTE энергосистемы Венгрии, Польши, Словакии и Чехии работали в составе энергообъединения CENTREL.
UCTE связано с NORDEL через вставку постоянного тока. Синхронно с UCTE работает выделенная часть ОЭС Украины — т. н. «Бурштынский энергоостров» (или просто Бурштынский остров), образованный Бурштынской ТЭС, Калушской ТЭЦ и Теребля-Рикской ГЭС и прилегающими электрическими сетями. После присоединения всей Украины к UCTE, Бурштынский энергоостров фактически прекратил свое существование. Синхронные связи с UCTE имеют также Марокко, Алжир и Тунис.
5 декабря[какого года?] в Брюсселе состоялось итоговое заседание Представительского совета проекта по разработке технико-экономического обоснования (ТЭО) синхронного объединения энергосистем стран СНГ и Балтии (ЕЭС/ОЭС) с энергосистемами стран, входящих в UCTE. Представители ЕЭС/ОЭС и консорциума UCTE пришли к единому мнению, что переход к синхронному объединению технически возможен. Для его реализации необходимо проведение ряда технических, эксплуатационных и организационных мероприятий, создание правовых рамок.
В июле 2009 года работа объединений ATSOI, BALTSO, ETSO, NORDEL, UCTE и UKTSOA была полностью интегрирована в ENTSO-E — Европейскую сеть системных операторов в электроэнергетике (UCTE ликвидировано 1 июля 2009 года). В последний год своего существования UCTE объединяло 29 системных операторов из 24 стран континентальной Европы.